# C'est mon mari et je le tue quand bon me semble
Pour plus de détails, voir Fiche technique et Distribution.
C'est mon mari et je le tue quand bon me semble (Il marito è mio e l'ammazzo quando mi pare) est une comédie à l'italienne de Pasquale Festa Campanile, sortie en 1968. Il s'agit d'une adaptation cinématographique d'une nouvelle d'Aldo De Benedetti.

## Synopsis
Allegra et Leonardo sont deux jeunes amants très épris l'un de l'autre et qui désirent se marier au plus vite. Mais pour ce faire, Allegra doit d'abord se débarrasser de son mari Ignazio, un musicien bien plus âgé qu'elle. Les plans d'Allegra et de Leonardo pour assassiner Ignazio sont tous plus surréalistes les uns que les autres, mais ils ne semblent guère couronnés de succès.

## Fiche technique
Sauf indication contraire, les informations mentionnées dans cette section peuvent être confirmées par la base de données cinématographiques IMDb,  présente dans la section « Liens externes ».
- Titre original italien : Il marito è mio e l'ammazzo quando mi pare[2]
- Titre français : C'est mon mari et je le tue quand bon me semble[3]
- Réalisation : Pasquale Festa Campanile
- Scénario : Pasquale Festa Campanile, Iaia Fiastri, Luigi Magni, Stefano Strucchi d'après Aldo De Benedetti
- Photographie : Roberto Gerardi
- Montage : Ruggero Mastroianni
- Musique : Armando Trovajoli
- Décors : Flavio Mogherini
- Production : Silvio Clementelli (it)
- Sociétés de production : Clesi Cinematografica
- Pays de production : Italie
- Langue originale : italien
- Format : Couleur par Eastmancolor - 1,85:1 - Son mono - 35 mm
- Genre : Comédie à l'italienne
- Durée : 97 minutes[2]
- Dates de sortie :
  - Italie : 10 février 1968
  - France : 1968[3]

## Distribution
- Catherine Spaak : Allegra
- Hywel Bennett : Leonardo
- Hugh Griffith : Ignazio
- Paolo Stoppa : Dr Spernanzoni
- Francesco Mulè : Costanzo
- Vittorio Caprioli : Spinelli
- Pina Cei : Paolina
- Gianrico Tedeschi : Le taxidermiste
- Romolo Valli : Demetrio
- Milena Vukotic : Prassede

## Accueil
Il a fait partie de la sélection officielle du festival international du film de San Sebastian de 1968, mais n'a remporté aucun prix.